# Conflans (Marne)
Conflans est un ancien château du département de la Marne, rattaché à la commune de Villeseneux.

## Géographie
Conflans est situé à 22 kilomètres au nord-est de Troyes, à 20 kilomètres au sud-ouest de Châlons-en-Champagne, sur les bords de la Somme-Soude.

## Toponymie
Conflans tient son nom de sa position au confluent de la Somme avec la Soude qui s'unissent pour former la Somme-Soude qui se jette dans la Marne. 

## Histoire
Conflans est un ancien château, siège de la maison de Conflans, branche cadette de la maison de Brienne, aujourd'hui simple ferme qui n'est plus qu'un écart rattaché à la commune de Villeseneux.
En 1789, Conflans avait une église, consacrée à saint Maurice, succursale de celle de Villeseneux.

## Lieux et monuments
- Vestiges d'un château mentionné dès les années 1132-1142.